# 山村浩二
山村 浩二（やまむら こうじ、1964年6月4日 - ）は、日本のアニメーション作家、絵本作家、イラストレーター、作詞家。愛知県名古屋市出身。名古屋市立桜台高等学校、東京造形大学美術学科卒業。
東京藝術大学大学院映像研究科アニメーション専攻教授、東京造形大学客員教授、ヤマムラアニメーション有限会社代表取締役。映画芸術科学アカデミー会員、国際アニメーション映画協会日本支部理事。

## 人物
小学生の頃は漫画家を志望し、中学生になって読んだアニメーション作家鈴木伸一のコラムがきっかけで、個人でアニメーション作りを始める。高校の美術教員がNFB（カナダ国立映画制作庁）のフィルムを見せたことで、今まで触れなかったアニメーションの世界を知る。この教員の勧めで河合塾美術研究所に通い、東京造形大学に進学する。1987年に大学を卒業すると、椋尾篁が主宰するアニメ美術制作会社ムクオスタジオへ入社する。ムクオスタジオ在籍中も自主制作アニメをやめることはなく、1989年に退社すると同時にフリーのアニメーション作家に転じた。プロとしてアニメーション作りに励む傍ら、国内外の映画祭に積極的に作品を出品する。
学生時代にアマチュアコンテストへの出品で知己を得た世界的なアニメーション作家のイシュ・パテル、大学時代にアルバイトで助手を務めた映画美術家の林田裕至、椋尾篁の3人を師と仰ぐ。また、ユーリー・ノルシュテインやプリート・パルンといった短篇アニメーション作家からも影響を受けている。大学時代に所属していたアニメーション自主制作サークルのグループえびせんには後のアニメ監督の片渕須直らがいた。
制作だけでなく、短篇アニメーションをめぐる状況を好転させるための活動も数多く行っている。その主な活動となるのは、ブログ「知られざるアニメーション」における、国内外の優れたアニメーション作品の紹介である。また、2006年に広島市現代美術館で開催された個展「可視幻想」のトークにおいて、（主に短篇の）アニメーション制作・批評集団Animationsの設立を宣言。2007年5月から、メンバーによる座談会を主なコンテンツとして、ウェブサイトを立ち上げている。
2012年、第30回川喜多賞を受賞した。2018年、平成29年度（第68回）芸術選奨文部科学大臣賞受賞。2019年、紫綬褒章受章。

## 作品リスト

### アニメーション
『頭山』（2002年）
2003年のアヌシー国際アニメーション映画祭アヌシー・クリスタル賞（最高賞グランプリ）受賞をはじめ、世界四大アニメーション映画祭（アヌシー・ザグレブ・オタワ・広島）のうちザグレブ、広島でもグランプリを獲得し、三冠の快挙を遂げた。第75回アカデミー賞短編アニメーション部門正式ノミネート（日本人初）。第6回文化庁メディア芸術祭アニメーション部門優秀賞受賞。
『カフカ 田舎医者』（2007年）
フランツ・カフカ原作。2007年のシッチェス・カタロニア国際映画祭、アヌシー国際アニメーション映画祭にノミネートされ、オタワ国際アニメーション映画祭ではグランプリを獲得（日本人初）。『頭山』での受賞とあわせて、これで国際アニメーション映画協会公認の四大アニメーション映画祭すべてでグランプリを獲得したことになる。2008年の広島においてもグランプリを獲得している。
『ゆめみのえ』（2019年）
上田秋成『雨月物語』「夢応の鯉魚」と鍬形蕙斎『略画式』を基に創作。第23回ニューヨーク国際児童映画祭、第15回ロサンゼルス国際児童映画祭に招待された。翌年の第23回文化庁メディア芸術祭では、審査委員会推薦作品として公式セレクションされた。
『幾多の北』（2022年）
第46回オタワ国際アニメーション映画祭の長編コンペティション部門でグランプリ
『耳に棲むもの』（2024年）
VRアニメーション　三大アニメ－ション映画祭であるオタワとアヌシーでそれぞれベストVRとノミネートされる

#### 『プチプチ・アニメ』で放送された作品
- バベルの本 Babel's book（1996年以降不定期で再放送）シカゴ国際児童映画祭第1位、97ソウルアニメーションエクスポTVアニメーション部門第1位、オタワ国際アニメーションフェスティバルなどに入選[12]

#### 『おかあさんといっしょ』で放送された作品
- パクシ（1994年4月 - 1996年度、以降不定期で再放送）
- あさごはんマーチ（2001年10月、以降不定期で再放送）
- べるがなる（2017年7月31日 - 8月19日、2017年度 - 2021年度番組エンディングテーマ） 作詞も担当。

#### 『みんなのうた』で放送された作品
- 小さな夢 / ヒグチアイ（2022年12月・2023年1月放送）

### 絵本
- 『きょうりゅうのパティとアルモ たのしい英語1 ～Hello，ABC！にこにこあいさつ～』　監修：伊藤嘉一（1996年11月、文溪堂、ISBN 978-4894231368）
- 『きょうりゅうのパティとアルモ たのしい英語2』　監修：伊藤嘉一（1996年12月、文溪堂、ISBN 978-4894231375）
- 『サカナカナ？』　作：木坂涼（2002年1月、福音館書店）
- 『あいうえおと aiueoが あいうえお』　作：はせみつこ（2007年10月、小学館、ISBN 978-4097262732）
- 『くるくるくるよおすしがくるよ』　作：川北亮司（2011年3月、ブロンズ新社、ISBN 978-4893095169）
- 『あのくも なあに？』　作：富安陽子（2011年7月、福音館書店）
- 『そうっと そうっと さわってみたの』　作：三宮麻由子（2013年4月、福音館書店）
- 『ん』　作：長田弘（2013年9月、講談社、ISBN 978-4061325555）
- 『からだえん サーカスだん』　文：岩井真木（2013年9月、福音館書店）
- 『雨ニモマケズ Rain Won’t』　作：宮沢賢治、英訳：アーサー・ビナード（2013年11月、今人舎、ISBN 978-4905530268）
- 『カタッポ』　文：大原悦子（2014年1月、福音館書店）
- 『ながいでしょ りっぱでしょ』　作：サトシン（2014年4月、PHP研究所、ISBN 978-4569783970）
- 『うそだあ！』　作：サトシン（2014年10月、文溪堂、ISBN 978-4799900703）
- 『ねことこねこね』　文：林木林（2015年1月、BL出版、ISBN 978-4776406761）
- 『ぼくがすきなこと』　作：中川ひろたか（2015年2月、ハッピーオウル社、ISBN 978-4902528527）
- 『おかお おかお おかおだよ』　文：スマ（2015年4月、童心社、ISBN 978-4494015474）
- 『ちいさなおおきなき』　作：夢枕獏（2015年7月、小学館、ISBN 978-4097265917）
- 『ぱれーど』　（2015年9月、講談社、ISBN 978-4061332744）
- 『くじらさんのーたーめならえんやこーら』　作：内田麟太郎（2015年10月、鈴木出版、ISBN 978-4790253020）
- 『みたい！しりたい！しらべたい！日本の学校の怪談絵図鑑(1) 教室でおこる怪談』　監修：常光徹（2016年2月、ミネルヴァ書房、ISBN 978-4623075317）
- 『ぼくのおばあちゃんはキックボクサー』　作：ねじめ正一（2016年4月、くもん出版、ISBN 978-4774324920）
- 『日本の神話 古事記えほん (四) いなばの白うさぎ～オオナムヂとヤガミヒメ～』　監修：三浦佑之、文：荻原規子、絵：山村浩二（2016年11月、小学館、ISBN 978-4097266389）

#### 「しきしむら」シリーズ
- 『しきしきむらのはる』　作：木坂涼（2005年、岩波書店、ISBN 978-4001153071）
- 『しきしきむらのなつ』　作：木坂涼（2005年、岩波書店、ISBN 978-4001153088）
- 『しきしきむらのあき』　作：木坂涼（2005年、岩波書店、ISBN 978-4001153095）
- 『しきしきむらのふゆ』　作：木坂涼（2005年、岩波書店、ISBN 978-4001153101）

#### 「くだもの　だもの」シリーズ
- 『くだもの だもの』　作：石津ちひろ（2006年6月、福音館書店、ISBN 978-4834022063）
- 『おやおや、おやさい』　作：石津ちひろ（2010年6月、福音館書店、ISBN 978-4834025552）
- 『おかしなおかし』　作：石津ちひろ（2013年5月、福音館書店、ISBN 978-4834080056）

#### 「ゆでたまごひめ」シリーズ
- 『ゆでたまごひめ』　作：苅田澄子（2011年10月、教育画劇、ISBN 978-4774612133）
- 『ゆでたまごひめとみーとどろぼーる』　作：苅田澄子（2014年11月、教育画劇、ISBN 978-4774613857）

### 児童書

#### 「妖怪一家九十九さん」シリーズ
- 『妖怪一家九十九さん(1) 妖怪一家 九十九さん』　作：富安陽子（2012年1月、理論社、ISBN 978-4652013298）
- 『妖怪一家九十九さん(2) 妖怪一家の夏まつり』　作：富安陽子（2013年1月、理論社、ISBN 978-4652200056）
- 『妖怪一家九十九さん(3) ひそひそ森の妖怪』　作：富安陽子（2014年2月、理論社、ISBN 978-4652200445）
- 『妖怪一家九十九さん(4) 妖怪きょうだい学校へ行く』　作：富安陽子（2015年1月、理論社、ISBN 978-4652200872）
- 『妖怪一家九十九さん(5) 遊園地の妖怪一家』　作：富安陽子（2016年2月、理論社、ISBN 978-4652201466）
- 『妖怪用心 火の用心 九十九さんちのかぞえうた』　作：富安陽子（2016年2月、理論社、ISBN 978-4652201299）

#### 「ダンゴムシだんごろう」シリーズ
- 『ダンゴムシだんごろう』　作：みおちづる（2014年5月、鈴木出版、ISBN 978-4790232902）
- 『ダンゴムシだんごろう(2)～たびの空～』　作：みおちづる（2014年11月、鈴木出版、ISBN 978-4790232926）
- 『ダンゴムシだんごろう(3)～たびのおわり～』　作：みおちづる（2015年11月、鈴木出版、ISBN 978-4790233114）

### ゲーム
- PSソフト『夕闇通り探検隊』(1998年10月7日、スパイク)　特殊キャラクター描画